# 斯塔沃克 (比洛吉里亞區)
49°53′49″N 26°13′6″E / 49.89694°N 26.21833°E
斯塔沃克（烏克蘭語：Ставок），是烏克蘭西部的村莊，隸屬赫梅利尼茨基州的舍佩蒂夫卡區。該村面積0.07平方公里，海拔高度274米，2001年人口184，人口密度每平方公里2,830.8人。